# Jorge Enrique Galán
Jorge Enrique Galán (Pellegrini, Buenos Aires; 19 de octubre de 1956) es un científico especializado en el campo de la forma de influencia patogénica, especialmente de la Salmonella.

## Biografía
Obtuvo el título de médico veterinario en la Universidad Nacional de La Plata con medalla de oro, doctorándose en la misma en 1980.
Se estableció en Estados Unidos en 1981, donde obtuvo el doctorado en investigación científica en 1986 en la Universidad Cornell (Studies on the immune response of the horse to the M protein of Streptococcus equi). Fue profesor en la Universidad Washington en San Luis y en la Universidad de Stony Brook en Long Island.
Es profesor de biología celular y patogénesis microbiológica en el Boyer Center for Molecular Medicine de la Escuela Médica de la Universidad de Yale (Lucille P. Markey Professor of Microbial Pathogenesis).
En 2011 obtuvo el Premio Robert Koch por su investigación de los mecanismos moleculares de la patogenidad de diversas bacterias, especialmente de la Salmonella y la Campylobacter, el intercambio bioquímico de células y agentes biológicos patógenos de enfermedades y los cambios que provocan las bacterias en las células (en el caso de la Salmonella por ejemplo la disolución del esqueleto actino de las Microvilli). En el caso de la salmonella mostró como la bacteria utiliza una especia de inyección molecular (tipo III aparato secretor), con la que inyecta una fina sucesión de proteínas en las células del epitelio del intestino. El sistema de secreción de tipo III se origina del sistema del flagelo y existe también en otras bacterias. Galan trabajó desde comienzo de los años 1990 con la salmonella. En 1992 descubrió en la Universidad de Stony Brook, que para penetrar en la célula se acoplan a los receptores EGF.